# Пастбище
Пастбище (устар. па́жить) — сельскохозяйственное угодье с травянистой растительностью, систематически используемое для выпаса травоядных животных.
До появления механизированного сельского хозяйства, пастбище летом было основным источником пищи для полезных насекомых и животных, таких как рогатый скот и лошади. Пастбища всё ещё применяются для выпаса животных, особенно в засушливых областях, где земля пастбища не подходит для любого другого сельскохозяйственного производства.

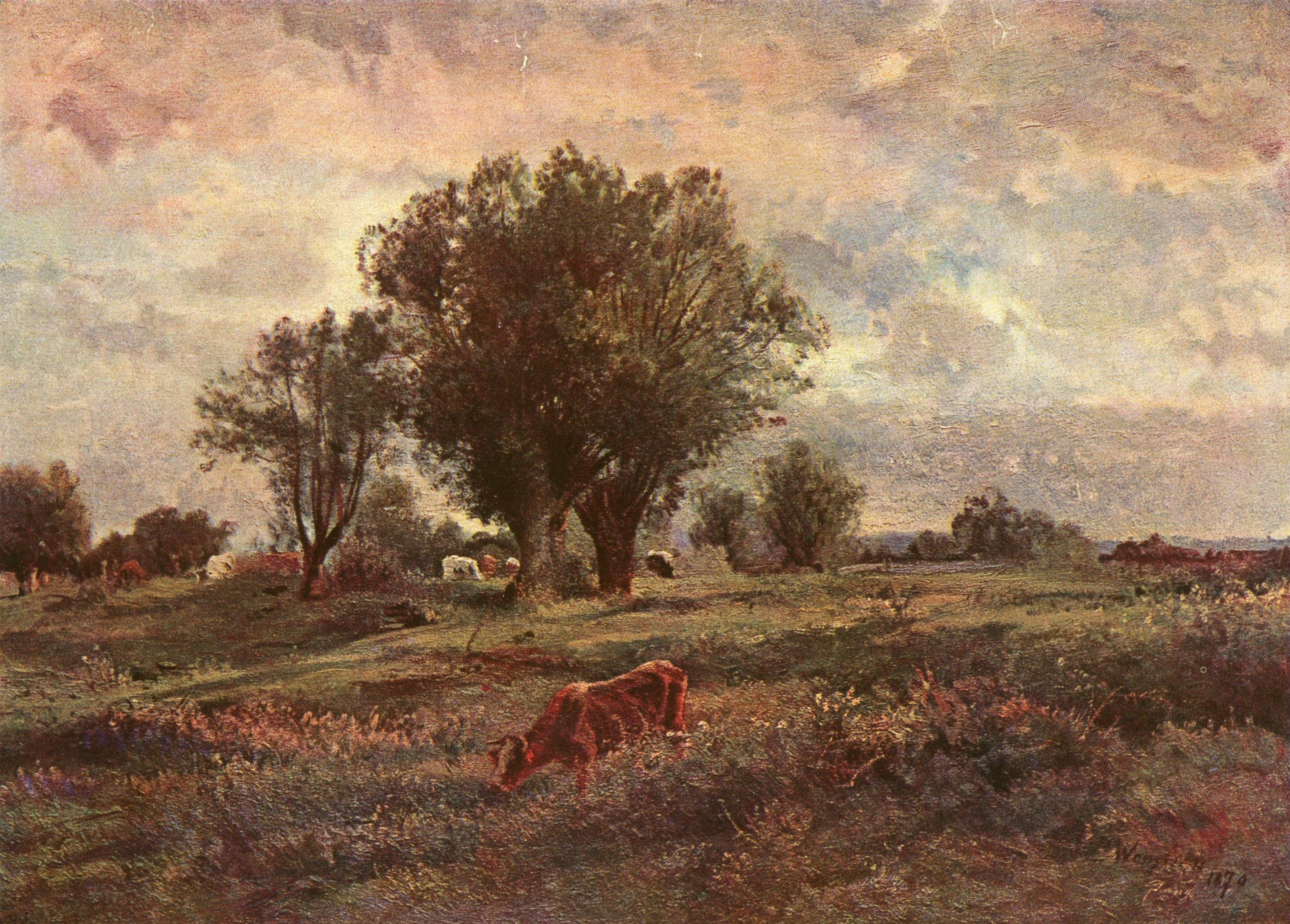
Йозеф Венглейн
«Пастбище» (1870 год)

Различают пастбища: суходольные, обводнённые, заболоченные, горные и др. По степени обработки пастбища делятся на естественные и культурные.
Культурные пастбища создаются путём засевания пашни высокопродуктивными травами, такие пастбища имеют большую питательную ценность по сравнению с естественными пастбищами. Помимо посева трав специалисты рекомендуют для культурных пастбищ ряд других мер, и одна из них — это ограждение пастбищ.
Растительность пастбища может представлять собой различные злаки, зернобобовые культуры и другие фуражные культуры. Тип почвы, минимальная ежегодная температура, и осадки — основные факторы, определяющие способы использования пастбища.
Общая площадь пастбищ мира составляет около 26 % от площади суши.
Площадь пастбищ хоть и очень велика — два миллиарда гектаров — но эта земля на 2/3 непригодна для выращивания сельхозкультур